# Obertilliach
Obertilliach – gmina w Austrii, w kraju związkowym Tyrol, w powiecie Lienz. Według danych z Austriackiego Urzędu Statystycznego liczyła 687 mieszkańców (1 stycznia 2015).

## Współpraca
Miejscowość partnerska:
- Althütte, Niemcy